# LRC (파일 포맷)
LRC는 MP3나 OGG, MIDI와 같은 음악 파일과 동시에 동작되는 노랫말을 담은 파일 확장자이다. .lrc로 된 확장자를 사용하며 일반적으로 그 음악 파일과 동일한 이름으로 존재한다. 예를 들면 노래.mp3와 노래.lrc 식으로 존재한다. LRC 포맷은 텍스트를 기반으로 하고 있으며 자막 파일과 비슷하다.

## 파일 포맷

### 심플 포맷
심플 LRC 포맷은 Kuo (Djohan) Shiang-shiang's Lyrics Displayer에 의해 설명되었는데, 이것은 가라오케 성능을 시뮬레이션화 하기 위해 첫 번째로 시도된 프로그램이었다. 이 프로그램은 일반적으로 가사의 전체 행을 표시하지만, 각 단어마다 표시하는게 아니라 각 행에 하나의 태그를 생성해 주면 노래방 기계에서 볼 법한 한번에 한 단어를 표시할 수 있었다.
각 줄의 시간 태그 방식은 [mm:ss.xx] 방식으로 표시하는데 여기서 mm은 분, ss는 초, xx는 100분의 1초다. 이 때 xx는 밀리초가 아니다.
- 일반적인 예시 :

```
[00:12.00]첫 번째 가사 행
[00:17.20]두 번째 가사 행
[00:21.10]세 번째 가사 행
...
[mm:ss.xx]마지막 가사 행
```

ID태그일부 플레이어가 무시하거나 가사전에 표시할 수 있음.
```
[ar:
가사 아티스트
]

[al:
노래의 앨범
]

[ti:
가사(노래) 제목
]

[au:
가사 작성자
]
[length:
음악의 길이
]
[by:
LRC파일의 작성자
]

[offset:
+/- ms단위로 전체 오브셋조정
]
 
[re:
LRC를 작성한 플레이어나 편집기
]

[ve:
프로그램 버전
]
```

### 강화 포맷
강화된 LRC 포맷은 A2 미디어 플레이어의 디자이너에 의해 개발된 심플 LRC 포맷의 확장 버전이다. 이것은 <mm:ss.xx> 방식으로 각 단어 및 시간을 태그해 추가한다.
- 강화된 LRC 포맷의 예시 :

```
[mm:ss.xx] <mm:ss.xx> 첫 번째 줄 첫 번째 가사 <mm:ss.xx> 첫 번째 줄 두 번째 가사 <mm:ss.xx> ... 첫 번째 줄 마지막 가사 <mm:ss.xx>
[mm:ss.xx] <mm:ss.xx> 두 번째 줄 첫 번째 가사 <mm:ss.xx> 두 번째 줄 두 번째 가사 <mm:ss.xx> ... 두 번째 줄 마지막 가사 <mm:ss.xx>
...
[mm:ss.xx] <mm:ss.xx> 마지막 줄 첫 번째 가사 <mm:ss.xx> 마지막 줄 두 번째 가사 <mm:ss.xx> ... 마지막 줄 마지막 가사 <mm:ss.xx>
```

## 같이 보기
- SAMI